# Всеукраїнське аграрне об'єднання «Заступ»
Всеукраїнське об'єднання «ЗАСТУП» (ЗА Соціальну Трудову Українську Перспективу) — політична партія, яка була створена для привернення суспільної уваги до проблем відродження аграрного сектора економіки України, розвитку сільських територій, відновлення інфраструктури села та забезпечення жителів України якісними продуктами за доступними цінами.
Заснована 4 травня 2014 року. Голова партії — Ульянченко Віра Іванівна, колишня глава Адміністрації Президента України Віктора Ющенка.

## Участь у виборах

### Парламентські вибори-2014

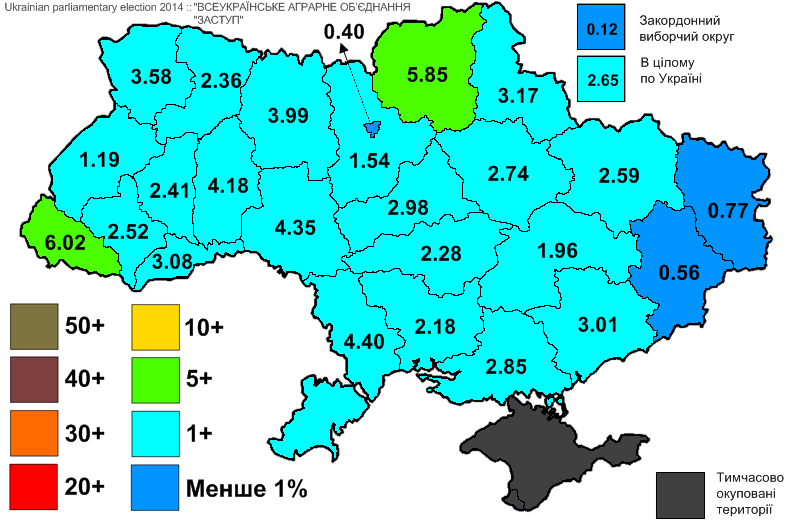
Результати виборів до ВР України. 2014 рік.

На позачергових виборах до Верховної ради 2014 року партія «Всеукраїнське аграрне об'єднання „Заступ“» посіла одинадцяте місце за кількістю голосів виборців (418 301 голос — 2,65 %) і, не подолавши 5-відсоткового бар'єру, не пройшла до українського Парламенту партійним списком. Отримала одне місце у Верховній Раді VIII скликання, після того, як її кандидат Валерій Давиденко виграв вибори в одномандатному окрузі № 208 (Бахмач, Чернігівська область).
Перша десятка виборчого списку партії «Заступ» на виборах:
1. Віра Ульянченко
2. Геннадій Новіков
3. Олександра Шереметьєва
4. Володимир Хоменко
5. Ірина Синявська
6. Людмила Гончарова
7. Олена Шарова
8. Іван Борисенко
9. Володимир Землянкін
10. Леся Сингаївська